# Labenne
Labenne – miejscowość i gmina we Francji, w regionie Nowa Akwitania, w departamencie Landy.
Według danych na rok 1990 gminę zamieszkiwały 2884 osoby, a gęstość zaludnienia wynosiła 118 osób/km² (wśród 2290 gmin Akwitanii Labenne plasuje się na 147. miejscu pod względem liczby ludności, natomiast pod względem powierzchni na miejscu 389.).